# Hedtjärnen (Malå socken, Lappland)
Hedtjärnen är en sjö i Malå kommun i Lappland och ingår i Skellefteälvens huvudavrinningsområde.